# Tyrannobdella rex

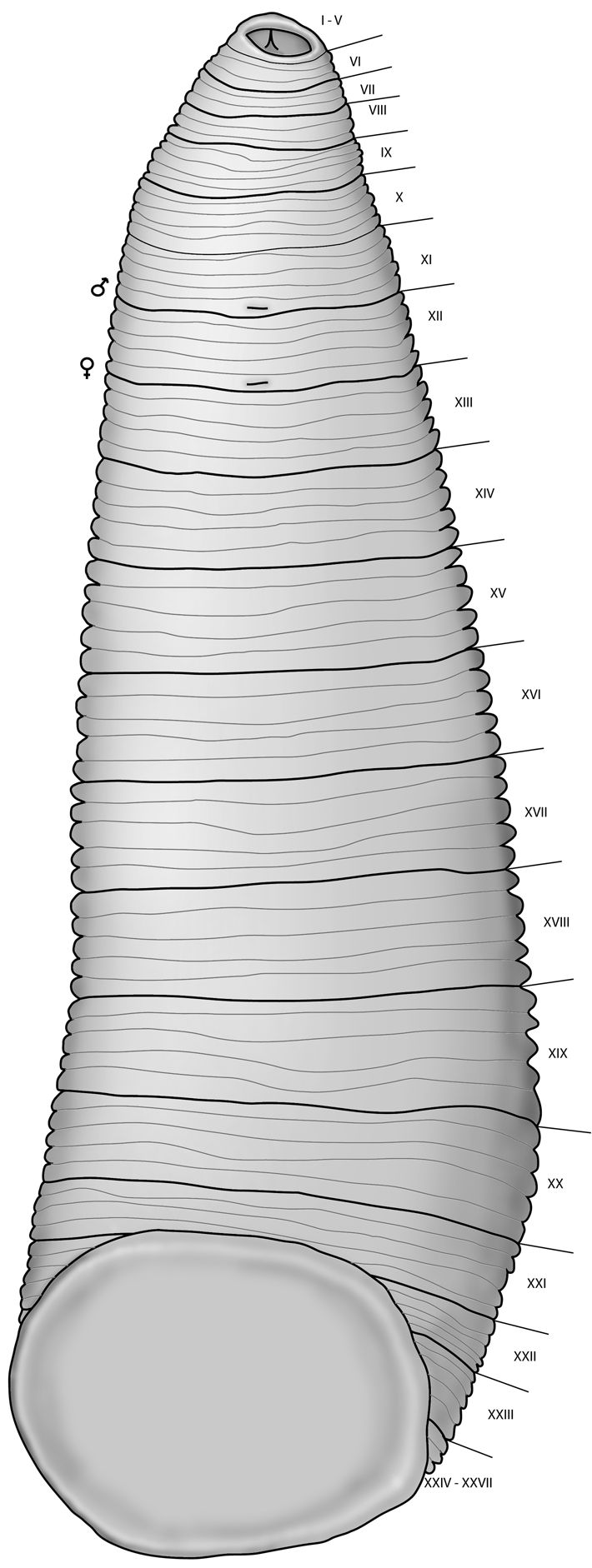
Tyrannobdella rex

 Tyrannobdella rex  ist eine im Jahr 1997 in Peru entdeckte parasitische Egelart, welche die Schleimhäute von Säugetieren befällt. Eine genauere Untersuchung und taxonomische Einordnung der Art erfolgte im Jahr 2010.

## Merkmale
Tyrannobdella rex hat im Gegensatz zu anderen Egelarten nur einen Kiefer mit einer einzigen Zahnreihe (monostichodont). Dafür besitzt er aber acht, für Egel relativ große Zähne mit bis zu 0,13 Millimetern Länge, derentwegen er einen Namen in Anlehnung an den Saurier Tyrannosaurus rex trägt. Diese Zähne, von denen oft nur sechs im einfachen Lichtmikroskop zu erkennen sind, weil die beiden anderen subkutan liegen, sind rund fünf Mal so lang wie etwa jene der verwandten Gattung Limnatis. Der nahe verwandte Egel Pintobdella chiapasensis hat ebenfalls eine reduzierte Anzahl von Zähnen, nämlich nur sechs pro Kiefer, ist jedoch mit drei Kiefern ausgestattet.

## Lebensweise und Ernährung
Im Juvenilstadium mit einer Körpergröße von einigen Millimetern beißt sich der Egel in der Schleimhaut fest und ernährt sich vom Blut des Wirtes. Im Gegensatz zu anderen Blutegeln fällt Tyrannobdella rex nach der Blutmahlzeit nicht ab, sondern bleibt noch einige Tage bis Wochen an der Bissstelle haften. Nach einiger Zeit kann er dort eine Größe von bis zu 7 cm erreichen.
Tyrannobdella rex bevorzugt die Schleimhäute von Mund- und Nasenraum der Menschen. Andere Blutegel, die sich ebenfalls an Schleimhäuten ansiedeln, wurden ebenfalls im Nasenraum, aber auch im Bereich der Augen und des Urogenitaltrakts von Säugetieren gefunden.

## Symptome
Wenn Tyrannobdella rex die Nasenhöhle befällt, kann er starke Kopfschmerzen verursachen. Wegen seiner geringen Körpergröße wird der Egel anfänglich meist nicht bemerkt. Berichten zufolge verbrachte ein Tier mehrere Wochen in seinem Wirt, bis man ihn bemerkte und entfernte.

## Systematik
Das Merkmal, dass bei dieser Art nur ein einziger Kiefer vorhanden ist, hat zur Errichtung einer eigenen Gattung Tyrannobdella geführt, aus der bisher nur Tyrannobdella rex bekannt ist. Man bezeichnet Gattungen mit nur einer Art als monotypisch. Der Fund von Tyrannobdella rex und der molekulargenetische Vergleich seines Genoms mit dem anderer Blutegel, die auf den Schleimhäuten von Säugetieren parasitieren, hat neue Erkenntnisse für die Systematik gebracht. Er wurde in die Familie Praobdellidae gestellt, zu der auch die Gattungen Praobdella, Pintobdella, Myxobdella, Dinobdella, Limnatis und Limnobdella zählen. Die meisten dieser Gattungen sind in Afrika und Asien beheimatet, Tyrannobdella rex ist der einzige Vertreter der Familie aus Südamerika, sein nächster Verwandter, Pintobdella chiapasensis stammt aus Mexiko, wo er hauptsächlich auf den Nasenschleimhäuten von Tapiren parasitiert. Die Schwestergruppe zur Familie der Praobdellidae sind die beiden rein südamerikanischen Familien Semiscolescidae (Gattungen Semiscolex und Patagoniobdella) und Macrobdellidae (Gattungen Macrobdella, Philobdella und Oxyptychus).